# El bienamado
 (срп. Обожавани човек) мексичка је теленовела, продукцијске куће Телевиса, снимана и приказана током 2017.

## Синопсис
Одорико Сијенфуегос успева да постане председник месне заједнице свог села, захвљујући обећању којим је освојио већину гласача — отвориће им ново гробље. Његове најверније савезнице у кампањи биле су сестре Самперио — Хустина, Дулсина и Сантина. Он очијука са сваком од њих, али љубавне авантуре су строго чувана тајна чак и међу сестрама. Одорико има три љута ривала: доња Бруну, лидерку опозиције; Омера, локалног новинара, који преиспитује све поступке власти; и Леона тек пристиглог лекара, који се стара о томе да у селу нико не умре, чиме онемогућава отварање гробља.
Непријатељство постаје још чвршће када се Одорикова ћерка Валерија упусти у везу са Омером. Но, то није најгоре — она је заљубљена у Леона, али он је све време држи подаље од себе, прогоњен патњама и гресима из прошлости. Очајни Одорико пристаје да у село доведе умирућег рођака сестара уседелица — његова смрт била би савршен окидач за отварање новог месног гробља. Међутим, Бруна сазнаје за то то, па јавља Леону да је нови пацијент стигао, након чега он успева да га излечи.
Забринут јер још нема леш који би био сахрањен, Одорико у село доводи чувеног разбојника Чуја Дијаблоса, који треба да изазове прави рат, тако да се мештани међусобно поубијају. Међутим, у окршају страда само полицајац, чије се тело на захтев породице одвози у његов завичај, што значи да гробља и даље — нема.
У међувремену, Леон успева да излечи сваког пацијента, не марећи за то што Одорико саботира његову мисију. Валерија помаже племенитом лекару, чиме се њих двоје зближавају. Омеро је разочаран тиме, па одлучује да напусти село. Но, Леон и даље није спреман да се препусти Валерији.
За то време, Одорико постаје опседнут Мелисом, бившом супругом свог противника — очијукањем са њом жели да пробуди љубомору Хустине, која је у међувремену бацила око на Чуја Дијаблоса.

### Главне улоге
| Глумац:          | Улога:                      |
| ---------------- | --------------------------- |
| Хесус Очоа       | Одорико Сијенфуегос Монтањо |
| Марилуз Бермудез | Валерија Сијенфуегос        |
| Марк Тачер       | др. Леон Серано             |

### Споредне улоге
| Глумац:                | Улога:                  |
| ---------------------- | ----------------------- |
| Андрес Паласиос        | Омеро Фуентес           |
| Лаура Запата           | доња Бруна Мендоса      |
| Чантал Андере          | Хустина                 |
| Нора Салинас           | Дулсина                 |
| Иран Кастиљо           | Сантина                 |
| Салвадор Зербони       | Хаиро                   |
| Алехандра Сандовал     | Мелиса                  |
| Алехандра Гарсија      | Тања                    |
| Дијего де Ерисе        | Дирсео                  |
| Фернандо Кијангероти   | Хеновево                |
| Габријела Замора       | Франсиска Пакита Патињо |
| Луис Мануел Авила      | Пепон Кано              |
| Ракел Морел            | Хенероса                |
| Луис Гатика            | Амбросио                |
| Дијана Голден          | Абигаил                 |
| Поло Морин             | Јорди де Овандо         |
| Ракел Панковски        | Конкордија              |
| Роберто Романо         | Алексис Сијенфуегос     |
| Рикарко Фастлихт       | Тревор                  |
| Мишел Родригез         | Естреља                 |
| Дајрен Чавез           | Лус Марина              |
| Сесар Боно             | свештеник Димас         |
| Оливија Колинс         | Олга Монтес Перез       |
| Рикардо Силва          | Либорио                 |
| Серхио Рејносо         | Матео Мендоса Муриљо    |
| Едуардо Мансано        | дон Аркадио             |
| Рикардо Маргалеф       | Хуанчо Лопез            |
| Чао                    | Бинисио Луна            |
| Алеида Нуњез           | Глоријана               |
| Хосе Монтини           | Помпонио                |
| Пепе Оливарес          | Сотеро                  |
| Мерседес Вауган        | Ромелија                |
| Жаклин Бракамонтес     | Лаура                   |
| Франсиско Гаторно      | Хесус Транкилино        |
| Рејналдо Росано        | Фидел                   |
| Едуардо Родригез       | Караско                 |
| Хоана Брито            | Наталија Нати Карденас  |
| Артуро Гарсија Тенорио | Семперио Меса           |
| Луис Херардо Нуњез     | Ернан                   |
| Маурисио Кастиљо       | Кирино                  |
| Салвадор Санчез        | Исмаел                  |
| Хаиме Гарса            | Аполо Тиноко            |
| Габи Рома              | Евелина                 |
| Хосе Марија Негри      | Клаудио                 |